# 193-й гвардейский стрелковый полк
193-й гварде́йский стрелко́вый полк — воинская часть Сухопутных войск Красной Армии, сформированная в 19?? году в составе 327-й стрелковой дивизии. До присвоения полку статуса гвардейского (12.02.1943) именовался как 1100-й стрелковый полк 64-й гвардейской стрелковой дивизии.

## Боевые эпизоды
В июле 1944 года 193-й гвардейский стрелковый полк 64-й гвардейской стрелковой дивизии оборонялся в непосредственном соприкосновении с противником 0,3 км восточное Обеч.
Стрелковые батальоны 193-го гвардейского стрелковая полка вели усиленную подготовку к наступлению, проводили регулярные занятия по боевой подготовке в тыловом районе полка на учебном поле, оборудованном по типу обороны противостоящего противника, стрелковые роты отрабатывали ведение наступательного боя на подготовленную оборону врага, отрабатывали вопросы взаимодействия с артиллерией и самоходно-артиллерийскими установками.
20 июля 1944 года 193-му гвардейскому стрелковому полку была поставлена задача прорвать оборону противника на участке (иск) безымянный ручей, Обеч, уничтожить подразделения противостоящего батальона 16-й пехотной дивизии и наступать в направлении выс. 327,0, ур. Гучки.
Противник готовил оборону более трёх месяцев. Населённые пункты и командные высоты были превращены противником в опорные пункты. Местность на направлении наступления полка имела много балок, допускающих скрытное размещение огневых позиций артиллерии и миномётов противника.
Гребень возвышенности, идущей на юго-восток и северо-запад от выс. 327,0, господствовал над окружающей местностью, способствовал организации противником прочной обороны и просмотру местности в расположении наших войск.
Утром 22 июля 1944 года командиру 3-го батальона 193-го гвардейского стрелковая полка 64-й гвардейской стрелковой дивизии была поставлена задача прорвать оборону противника на участке (иск) безымянный ручей, сар. 300 м северо-восточнее Обеч с ближайшей задачей овладеть опорным пунктом в районе выс. 327,0; в последующем выйти на рубеж дороги, идущей из Юзефувка на Хлебичин Лесьны; в дальнейшем наступать в направлении ур. Гучки, безымянная высота 2 км северо-западнее ур. Гучки.
На направления наступления 3-го батальона 193-го гвардейского стрелковая полка 64-й гвардейской стрелковой дивизии противник имел на глубину до 8 км шесть сплошных траншей полного профиля, соединённых между собой ходами сообщения. Впереди первой траншеи были установлены противотанковые и противопехотные минные поля и проволочные заграждения в два-три ряда кольев. Местность как перед передним краем, так и в глубине обороны противника простреливалась плотным косоприцельным и фланговым ружейно-пулемётным огнём.
3-й батальон был усилен батареей 76-мм и полковой батареей 45-мм пушек, батареей самоходно-артиллерийских установок (САУ-76), сапёрным взводом.

## Боевой состав на 22 июля 1944 года
- 1-й стрелковый батальон
- 2-й стрелковый батальон
- 3-й стрелковый батальон:
  - 7-я стрелковая рота
  - 9-я стрелковая рота
  - пулемётная рота
  - миномётная рота
  - взвод 45-мм пушек
- батарея 45-мм пушек
- батарея самоходно-артиллерийских установок (САУ-76)
- сапёрный взвод